# Sandro Jenal
Sandro Jenal, född 28 september 1992, är en schweizisk utförsåkare som representerar Samnaun.
Han tävlar i storslalom och tränar med det schweiziska B-landslaget.

## Karriär

### Världscupen
Han debuterade i Världscupen i oktober 2013 vid tävlingar i Sölden.

### Europacupen
Han debuterade i Europacupen i januari 2011 vid tävlingar i Zuoz.
Hans främsta placering är 2:a plats i storslalom i Kirchberg 2018.

### Juniorvärldsmästerskap
| Säsong | Plats         | Disciplin  | Placering | Detaljer |
| ------ | ------------- | ---------- | --------- | -------- |
| 2011   | Crans-Montana | Storslalom | 22        | Resultat |
| 2012   | Roccaraso     | Storslalom | 24        | Resultat |
| 2013   | Le Massif     | Störtlopp  | 43        | Resultat |
| 2013   | Le Massif     | Super-G    | 25        | Resultat |
| 2013   | Mont St Anne  | Storslalom | 14        | Resultat |

### Nationella mästerskap
| Säsong | Plats       | Disciplin  | Placering | Detaljer |
| ------ | ----------- | ---------- | --------- | -------- |
| 2011   | Lenzerheide | Storslalom | 3         | Resultat |
| 2016   | Veysonnaz   | Storslalom | 2         | Resultat |